# 高祐
高祐（5世纪？—499年），原名高禧，字子集，小名次奴，渤海郡蓨县（今河北省景县）人，南北朝北魏官员、学者，高讜之子。

## 生平
高祐的从祖兄是司空高允，高允即高湖之兄高韬之子。高祐博览群书与各类典籍，喜好文字杂谈，不拘小节。起初担任中书学生，后转任博士侍郎。因成功劝降邵郡的叛乱者，立下功绩，被授予建康子的爵位。魏文成帝末年，兖州东郡的官吏捕获一只奇异的野兽，将其献给平城朝廷，当时无人认识。文成帝询问高祐，高祐答道：“这是出自三吴地区的动物，名叫‘鲮鲤’，在其他地区从未出现过。如今我们得到它，或许预示着吴楚一带会有人前来归顺。” 后来，有人在零丘得到一枚玉印并献上，文成帝拿给高祐看，高祐说：“印上有籀文二字，刻着‘宋寿’。‘寿’即天命，我们得到这枚印，是有人前来归顺的征兆。”和平六年（465年），南朝宋文帝之子义阳王刘昶前来朝见，薛安都等五位州刺史也相继归降，当时的人都认为高祐的话应验了。
魏孝文帝任命他为秘书令。有一次，因干旱导致歉收，孝文帝询问高祐对策，高祐回答：“古代唐尧、商汤的国运，即便在灾年也未曾衰败。陛下的治国之道与古代圣贤相同，小小的旱灾不足为惧。只要任用贤能辅佐朝政，满足百姓所需，灾祸自然会消除。” 孝文帝又问如何防止叛乱，高祐说：“古时东汉的宋均推行德政，猛兽都不进入他的辖区；卓茂施行善政教化，蝗虫也不侵入他的地界。何况叛乱是人为引发的，只要在地方推行教育教化，任用忠良的太守，就能防止叛乱发生。” 他还上疏道：“如今选拔人才，不看见识高低，只论资历深浅，这并非发挥才能之道。应摒弃凭浅薄技艺或功绩任用官员的做法，而是依据才能推举人才。即便是有功劳的旧臣，若无才能，也只应给予爵位和赏赐，不应委以地方治理之职。所谓王者，应将私人视为财富，而非任其为官。” 孝文帝对这些建议都表示赞同。
他原本名叫高禧，因与咸阳王元禧同名，孝文帝便赐名“祐”。之后，他与秘书丞李彪等人一同上奏，提议编纂国史，得到了孝文帝的采纳。随后，他又被加授给事中、冀州大中正等职。在李彪主持著作事宜后，高祐担任了著作令。高祐以持节、辅国将军、西兖州刺史的身份出京任职，暂封东光侯，驻军滑台。在地方上，他推动教育事业发展，在各县设立讲学机构，在地方各党设立小学。此外，他还规定每家设置一个臼，每五家共同挖掘一口井，并实行五家连坐制以应对叛乱。后来，高祐转任宋王刘昶的太傅，在担任王傅期间，又被授予光禄大夫之位。太和二十一年（497年），刘昶去世后，高祐被召回朝中，任命为宗正卿，但他却滞留在彭城，迟迟不肯前往洛阳赴任。为此，尚书仆射李冲上奏，以高祐抗命为由，请求将其免官三年。孝文帝于是免去了高祐的宗正卿职务，仅保留其光禄大夫的头衔。太和二十三年（499年），高祐去世，谥号灵。

## 子孙
- 高和璧，字僧寿，有學問，曾任中书博士，早卒。
  - 高顥
    - 高德正

  - 高雅
    - 高德

  - 高諒